# Lúthien
Lúthien, parfois appelée Lúthien Tinúviel ou Tinúviel la Grande, est un personnage du légendaire de l'écrivain britannique J. R. R. Tolkien. C'est une Elfe du peuple des Sindar et la fille unique du Grand Roi Thingol de Doriath et de Melian, une Maia. Elle est la première Elfe à épouser un mortel, Beren.
Son histoire est racontée en vers, très brièvement, dans Leaf on Lindentree (publié dans Les Lais du Beleriand), par Aragorn et dans une version y faisant écho, dans La Communauté de l'anneau, dans le Lai de Leithian, un long poème en tétramètres iambiques à rimes suivies (traduits en français par des octosyllabes à rimes suivies). L'histoire apparaît en prose dans « Le Conte de Tinúviel », première forme de la légende, publié dans Le Livre des Contes Perdus et dans Le Silmarillion.

## Caractéristiques

### Noms
Lúthien semble vouloir dire « enchanteresse », d'après la racine en quendien primitif luktiênê, mais pourrait également être traduit par « bénie », ou encore « fille des fleurs », à partir du sindarin loth « fleurs », tandis que Tinúviel, le nom donné par Beren, signifie « rossignol » en sindarin.

### Famille
|          |          |          |          |           |           |           |           |           |           |        |        |        |        |  |  |       |       |       |       |         |         |         |         |         |         |         |         |         |         |        |        |         |         |          |         |         |         |          |          |          |          |          |          |          |          |          |          |          |          |  |  |
|          |          |          |          |           |           |           |           |           |           |        |        |        |        |  |  |       |       |       |       |         |         |         |         |         |         |         |         |         |         |        |        |         |         |          |         |         |         |          |          |          |          |          |          |          |          |          |          |          |          |  |  |
|          |          |          |          |           |           |           |           | Olwë      | Olwë      | Olwë   | Olwë   | Olwë   | Olwë   |  |  |       |       |       |       | Thingol | Thingol | Thingol | Thingol | Thingol | Thingol |         |         | Melian  | Melian  | Melian | Melian | Melian  | Melian  |          |         |         |         | Elmo     | Elmo     | Elmo     | Elmo     | Elmo     | Elmo     |          |          |          |          |          |          |  |  |
|          |          |          |          |           |           |           |           | Olwë      | Olwë      | Olwë   | Olwë   | Olwë   | Olwë   |  |  |       |       |       |       | Thingol | Thingol | Thingol | Thingol | Thingol | Thingol |         |         | Melian  | Melian  | Melian | Melian | Melian  | Melian  |          |         |         |         | Elmo     | Elmo     | Elmo     | Elmo     | Elmo     | Elmo     |          |          |          |          |          |          |  |  |
|          |          |          |          |           |           |           |           |           |           |        |        |        |        |  |  |       |       |       |       |         |         |         |         |         |         |         |         |         |         |        |        |         |         |          |         |         |         |          |          |          |          |          |          |          |          |          |          |          |          |  |  |
| Finarfin | Finarfin | Finarfin | Finarfin | Finarfin  | Finarfin  |           |           | Eärwen    | Eärwen    | Eärwen | Eärwen | Eärwen | Eärwen |  |  | Beren | Beren | Beren | Beren | Beren   | Beren   |         |         | Lúthien | Lúthien | Lúthien | Lúthien | Lúthien | Lúthien |        |        |         |         |          |         |         |         | Galadhon | Galadhon | Galadhon | Galadhon | Galadhon | Galadhon |          |          |          |          |          |          |  |  |
| Finarfin | Finarfin | Finarfin | Finarfin | Finarfin  | Finarfin  |           |           | Eärwen    | Eärwen    | Eärwen | Eärwen | Eärwen | Eärwen |  |  | Beren | Beren | Beren | Beren | Beren   | Beren   |         |         | Lúthien | Lúthien | Lúthien | Lúthien | Lúthien | Lúthien |        |        |         |         |          |         |         |         | Galadhon | Galadhon | Galadhon | Galadhon | Galadhon | Galadhon |          |          |          |          |          |          |  |  |
|          |          |          |          |           |           |           |           |           |           |        |        |        |        |  |  |       |       |       |       |         |         |         |         |         |         |         |         |         |         |        |        |         |         |          |         |         |         |          |          |          |          |          |          |          |          |          |          |          |          |  |  |
|          |          |          |          |           |           |           |           |           |           |        |        |        |        |  |  |       |       |       |       |         |         |         |         |         |         |         |         |         |         |        |        |         |         |          |         |         |         |          |          |          |          |          |          |          |          |          |          |          |          |  |  |
|          |          |          |          |           |           |           |           |           |           |        |        |        |        |  |  |       |       |       |       |         |         |         |         |         |         |         |         |         |         |        |        |         |         | Galathil |         |         |         |          |          |          |          |          |          |          |          |          |          |          |          |  |  |
|          |          |          |          |           |           |           |           |           |           |        |        |        |        |  |  |       |       |       |       |         |         |         |         |         |         |         |         |         |         |        |        |         |         |          |         |         |         |          |          |          |          |          |          |          |          |          |          |          |          |  |  |
|          |          |          |          |           |           |           |           |           |           |        |        |        |        |  |  |       |       |       |       | Dior    | Dior    | Dior    | Dior    | Dior    | Dior    |         |         |         |         |        |        | Nimloth | Nimloth | Nimloth  | Nimloth | Nimloth | Nimloth |          |          |          |          |          |          |          |          |          |          |          |          |  |  |
|          |          |          |          |           |           |           |           |           |           |        |        |        |        |  |  |       |       |       |       | Dior    | Dior    | Dior    | Dior    | Dior    | Dior    |         |         |         |         |        |        | Nimloth | Nimloth | Nimloth  | Nimloth | Nimloth | Nimloth |          |          |          |          |          |          |          |          |          |          |          |          |  |  |
|          |          |          |          | Galadriel | Galadriel | Galadriel | Galadriel | Galadriel | Galadriel |        |        |        |        |  |  |       |       |       |       |         |         |         |         |         |         |         |         |         |         |        |        |         |         |          |         |         |         |          |          |          |          |          |          | Celeborn | Celeborn | Celeborn | Celeborn | Celeborn | Celeborn |  |  |
|          |          |          |          | Galadriel | Galadriel | Galadriel | Galadriel | Galadriel | Galadriel |        |        |        |        |  |  |       |       |       |       |         |         |         |         |         |         |         |         |         |         |        |        |         |         |          |         |         |         |          |          |          |          |          |          | Celeborn | Celeborn | Celeborn | Celeborn | Celeborn | Celeborn |  |  |

## Histoire
Lúthien rencontra Beren dans les bois de Doriath et ils tombèrent amoureux. Malheureusement, le père de Lúthien ne voulait pas laisser sa fille à un mortel. Pour le rejeter sans trahir son serment de ne pas mettre Beren à mal, il demanda à ce dernier d'obtenir un des trois Silmarils, alors sertis dans la couronne de Morgoth. Lúthien fut enfermée afin qu'elle ne puisse pas aider Beren, mais lorsqu'elle apprit qu'il avait été fait prisonnier à Tol-in-Gaurhoth, elle parvint à s'enfuir pour affronter Sauron et délivrer Beren, avec l'aide de Huan.
Ils passèrent les portes d'Angband, grâce aux pouvoirs de Lúthien qui endormit le grand loup Carcharoth qui les gardait. Ils se rendirent devant le trône de Morgoth et Lúthien arriva, grâce à sa danse et à son chant, à plonger Morgoth et tous ses serviteurs dans un sommeil profond, permettant à Beren de retirer un Silmaril de la Couronne de Fer. 
Mais, pendant qu'ils s'enfuyaient, Carcharoth parvint à arracher la main de Beren tenant le Silmaril, et l' avala ; brûlé par le pouvoir de ce dernier, il fit des ravages dans tout le Beleriand, jusqu'à Doriath, où il fut tué durant la Chasse au loup. Cependant, lors de cette chasse, Beren fut tué également ; mourant, il offrit le Silmaril à Thingol, accomplissant ainsi sa promesse. 
L'esprit de Lúthien s'enfuit alors vers les Cavernes de Mandos et plaida devant Mandos lui-même l'autorisation de récupérer Beren. Ce fut le plus beau chant jamais chanté en Arda, et il émut Mandos au point d'accorder une deuxième vie à Beren, à condition que Lúthien devienne elle-même mortelle. Ils vécurent alors quelque temps à Doriath, avant de s'installer à Tol Galen où ils eurent un fils, Dior. Avec Dior, tous les rois de Númenor descendent de Lúthien.

## Création et évolution
Le personnage de Lúthien apparaît pour la première fois dans le « Conte de Tinúviel », écrit en 1917 et plus tard publié dans Le Livre des contes perdus. Le nom de Lúthien n'est pas encore inventé, Beren est un Elfe, et ils sont confrontés à Tevildo, prince des chats.
Dans le Lai de Leithian, l'histoire de Lúthien est proche de la version du Silmarillion publié. 

## Critique et analyse
Le nom de Lúthien a pu être rapproché du vieil anglais Lufien, signifiant « amour ».

## Adaptation et postérité
À la mort de sa femme, Edith Bratt, Tolkien fit graver Lúthien sur sa tombe, en référence à l'histoire d'amour de Beren et Lúthien, inspirée de sa propre rencontre avec elle. À la mort de Tolkien, on rajouta Beren à cette inscription.
Le personnage de Lúthien a inspiré les dessinateurs, comme Ted Nasmith, Alan Lee, Anke Katrin Eissmann, ou encore Jef Murray...